# 王松年
王 松年（おう しょうねん、生没年不詳）は、中国の東魏から北斉にかけての官僚。本貫は太原郡晋陽県。

## 経歴
王遵業の子として生まれた。高澄が并州に入ると、招かれて主簿となった。通直散騎常侍に進み、李緯の副使として南朝梁に派遣された。帰国すると、尚書郎中となった。魏収が『魏書』を完成させると、松年はその内容を批判したため、文宣帝の怒りを買って解任され、杖罰を加えられた。1年あまりして赦免され、臨漳県令に任じられた。司馬・別駕・并州大中正に転じた。孝昭帝により給事黄門侍郎に抜擢され、政治や国事について帝の諮問に答えた。孝昭帝が死去すると、松年は遺詔をたずさえて鄴都に報告し、報告を終えると地に伏して慟哭して、百官を感動させた。晋陽に帰ると、侍中の位を兼ね、孝昭帝の遺体を守って鄴に送った。武成帝にも重用された。本官のまま散騎常侍の位を加えられ、高邑県を食邑とし、律令の制定に参加した。御史中丞を兼ねた。晋陽から鄴に向かう途中、病のために死去した。吏部尚書・并州刺史の位を追贈された。諡は平といった。
子の王劭が、名を知られた。

## 伝記資料
- 『北斉書』巻35 列伝第27
- 『魏書』巻38 列伝第26
- 『北史』巻35 列伝第23